# معركة المسيفرة
معركة المسيفرة تعد من أهم المعارك العسكرية الكبرى التي حصلت بين الثوار السوريين والجيش الفرنسي خلال المرحلة الأولى من الثورة السورية الكبرى، التي استمرت حتى عام 1927 وانتهت المعركة بانتصار الفرنسيين واحتلالهم مدينة السويداء.

## المعركة
بعد الانتصار الساحق للثوار في معركة المزرعة حاول الفرنسيون ان يلملموا اشلاءهم من جديد، ورغم تكتمهم على الهزيمة التي لم ينسوها حتى الآن حاولوا إجراء مفاوضات مع الثوار للاستفادة من الوقت ولتعزيز قدراتهم القتالية واستقدام القوات والمعدات، وكان لهم ذلك في 11/9/1925 عندما وصل إلى مرفا بيروت سبعة عشر الف جندي بقيادة الجنرال غاملان أحد ابرز الضباط الفرنسيين في الجيش آنذاك وكانت مهمته الاعداد لحملة ضخمة للقضاء على الثورة وتحرير الحامية العسكرية الفرنسية المحاصرة في قلعة السويداء.
وتم اختيار قرية المسيفرة في حوران مركزا لتجمع القوات باعتبارها قريبة من جبل العرب وكلف الكولونيل اندريا بذلك فتمركز 1500 عسكري هناك وحفروا الخنادق واحاطوها بالاسلاك الشائكة ودعموا الحملة بالآليات المدرعة ومدفعية الميدان الثقيلة ومرابض رشاشات إضافة إلى عدد من الطائرات.. على الجانب الآخر كانت قيادة الثورة تواصل اجتماعاتها واستعدادها لمواصلة القتال بقيادة سلطان باشا الاطرش ومعه عدد من القادة امثال عادل ارسلان والدكتور عبد الرحمن الشهبندر ونزيه مؤيد العظم ورئيس اركان الثورة اللواء فؤاد سليم وكانوا آنذاك في قرية سهوة البلاطة بتاريخ 16/9/1925 أي بعد وصول التعزيزات الفرنسية بخمسة أيام.
وهم هناك اطل فارس من قرية الثعلة يحمل رسالة من قائد إحدى مجموعات الثورة محمد الحلبي فاستلم الرسالة اللواء فؤاد سليم وبعد أن قرأها طواها ووضعها بجيبه. فتعالت اصوات الثوار لمعرفة محتوى الرسالة وبعد إلحاح طلب سلطان باشا الاطرش من قائد اركانه قراءة الرسالة على الملأ مهما كان محتواها فكان ذلك، وكان محتوى الرسالة يقول إن الثوار عازمين على مهاجمة الفرنسيين في المسيفرة قبل أن تكتمل الحشود والتحصينات.
انتقل جميع الثوار إلى قرية كناكر لتدارس الرسالة وكان رأي القائد العام ورئيس اركانه عدم المهاجمة لأن القرية تقع في منطقة سهلية مكشوفة يصعب التخفي فيها غير ان حماسة الحرب والخوف على الثوار الذين انطلقوا للحرب طغت على الرأي السديد وأصبحت المعركة على بعد ساعات ولا مفر منها. بعد منتصف الليل انطلق الثوار إلى محيط المسيفرة وكان الدليل مصطفى أبو الحسنين من حوران.

وعندما اقتربوا من خطوط العدو انطلقت رصاصة من بندقية أحد الثوار فشقت صمت الليل ونبهت الفرنسيين من غفلتهم فأطلقوا الاسهم النارية في السهل الفسيح فسقط عدد كبير من الثوار قبل أن يتمكنوا من التمركز ولكن الخيالة اقتحموا خطوط الأولى وتمركزوا داخل القرية فيما تراجع الآخرون إلى محيط قرية ام ولد.
وعند الصباح قطعوا إمدادات الفرنسيين القادمة على طريق الكرك وشنت الخيالة بقيادة علي الاطرش هجوما على الفرنسيين غير ان الطائرات الفرنسية اغارت عليهم بكثافة فتراجعوا إلى مواقعهم وفي داخل القرية استبسل الثوار البالغ عددهم 100 ثائر واستولوا على كميات كبيرة من السلاح والذخيرة وعلى اسطبلات الخيول وتحت جنح الليل انسحبوا من القرية لتنتهي المعركة.

## قائمة المراجع
- Betts، Robert Brenton (2010). The Druze. Yale University Press. ISBN:0300048106. مؤرشف من الأصل في 2020-06-29.
- Lepage، Jean-Denis G. G. (2008). French Foreign Legion: An Illustrated History. McFarland. ISBN:0786462531. مؤرشف من الأصل في 2016-11-28.
- Provence، Michael (2005). The Great Syrian Revolt and the Rise of Arab Nationalism. University of Texas Press. ISBN:9780292706804. مؤرشف من الأصل في 2020-03-30.

1. ↑  Al-Musayfirah. E-Daraa. E-Syria. 2009-08-07. (بالعربية) نسخة محفوظة 23 يناير 2018 على موقع واي باك مشين.
2. ↑  Coll (2013). La Légion étrangère Histoire et dictionnaire (بالفرنسية). Paris: Robert Laffont. ISBN:9782221114964.